# Freddy Cadena
Pour les articles homonymes, voir Cadena.
Freddy Cadena (né en 1963 à Tulcán en Équateur) est un chef d’orchestre équatorien résidant en Russie. Il enseigne au Conservatoire Tchaikovsky de Moscou entre 2000 et 2006.

## Études
Freddy Cadena commence ses études musicales au Conservatoire National de Quito. En 1988, il entre au Conservatoire Tchaïkovski de Moscou où il étudie la direction d’orchestre. À Moscou, il assiste à des cours de Helmuth Rilling, à la suite desquels il est invité, par l’Internationale Bachakademie de Stuttgart à diriger l’orchestre Bach-Collegium Stuttgart et le chœur Gächinger Kantorei dans le cadre de festivals en Allemagne et en Espagne. En 1994, il termine brillamment ses études (Summa cum laudae) au Conservatoire Tchaikovsky. « ... comme étudiant, débutant aussi bien que récemment diplômé il fit preuve de qualités inouïes: musicalité innée, respect envers ses collègues, exigence dans le travail ... »

## Directeur d’opéra et d’orchestre symphonique
Freddy Cadena a travaillé avec l’orchestre de l’opéra du Conservatoire de Moscou (Don Giovanni de Mozart, La Traviata de G. Verdi, etc), avec l’orchestre du Ministère de la Défense, avec la Chapelle « Yurlov » (Requiem Allemand de J. Brahms et la Messe de Gloire de G. Puccini) et avec le chœur de l’Institut Schnittke. « ... Freddy Cadena a  laissé une empreinte inoubliable ... » Il a par ailleurs collaboré avec la bande symphonique d’Aragon.
Il s’est manifesté dans d’importantes salles de concert à Moscou comme à l’étranger. Il a dirigé parmi d’autres les artistes russes suivants : Irina Arkhipova, Vladimir Kraïnev, Marina Yashbili, Zoria Shihmurzaeva, Alexander Bachchiev, María Tchaikovskaya, Anastasia Chevotariova, Graf Murzha, Dmitri Razer, Marina Tarasova, Roman Mints, Dmitry Bulgakov, Yana Ivanilova, Yulia Korpachova, Valery Popov.

## Parcours musical
- Depuis 1994 il participe au festival international de musique contemporaine Automne de Moscou, festival au cours duquel de nombreuses œuvres sont données en première mondiale.

Il a par ailleurs pris part aux festivals suivants :
- Panorama de la musique russe ;
- Festival international Glinka (Smolensk) ;
- Festival L'Âme (Japon) ;
- Festival de la Culture Ibéro-Américaine (concert pour le centenaire de la naissance du compositeur équatorien Luis Humberto Salgado).

- Créateur en 1995 de l’Orchestre de chambre Amadeus qu’il dirige depuis lors et avec lequel il a effectué des enregistrements, tournées et concerts en Russie, Espagne, France, etc. L’orchestre Amadeus a donné en première mondiale plus de 150 œuvres de compositeurs européens, américains et asiatiques.

- En 1998 en Asturies, il a participé avec son orchestre au premier festival international de musique pour instruments à cordes pincées.

- De 1992 - 2000 il a été invité à donner en été des cours de direction d’orchestre dans différentes institutions musicales d’Aragon en Espagne.

- Entre 2000 et 2006 il a occupé le poste de chef d’orchestre au Conservatoire Tchaikovsky de Moscou. Il y a également enseigné la direction d’orchestre d’opéra. Il est à noter qu’il fut le premier maestro étranger à occuper ces fonctions au sein de l’institution.

- Depuis 2005 il dirige l’orchestre du Théâtre Satira de Moscou: Andriusha, Mieux vaut en rire (Нам все еще смешно), Les noces de Krechinsky, Levsha, Liberté par amour (Свободу за любовь).

- Directeur invité des trois orchestres principaux de l’Équateur: Orchestre Symphonique National (Quito), Orchestre Symphonique de Guayaquil et Orchestre Symphonique de Cuenca. « ... un musicien de haut calibre »[3]

- Il représente en Russie la maison d’édition Periferia de Barcelonne.

## Critiques et commentaires
« ... la passion du jeune Freddy Cadena, sa délicatesse, sa présence sur scène et le mouvement quasi irréel de sa baguette contribuèrent au succès de cette soirée ».
« L’interprétation de Mozart est le test infaillible du bon musicien et celle par l’Orchestre du Ministère de la Défense sous la baguette de Freddy Cadena l’a nettement démontré ».

## Distinction
Médaille d’Or décernée en 2008 pour son active participation au Festival International de Musique Contemporaine Automne de Moscou.